# فابيو فلور دي أزيفيدو
فابيو فلور دي أزيفيدو الشهير باسم فابيو (16 يناير 1981) لاعب كرة قدم برازيلي يلعب حاليا لصالح نادي الدرجة الأولى البسيتين البحريني في مركز قلب الدفاع من 2016.

## الإنجازات

### البسيتين
- الدرجة الأولى (1): 2013

## روابط خارجية
- فابيو فلور دي أزيفيدو على موقع قاعدة بيانات كرة القدم.إي يو (الإنجليزية)
- فابيو فلور دي أزيفيدو على موقع Soccerway.com (الإنجليزية)